# Avenida 9 de Julho

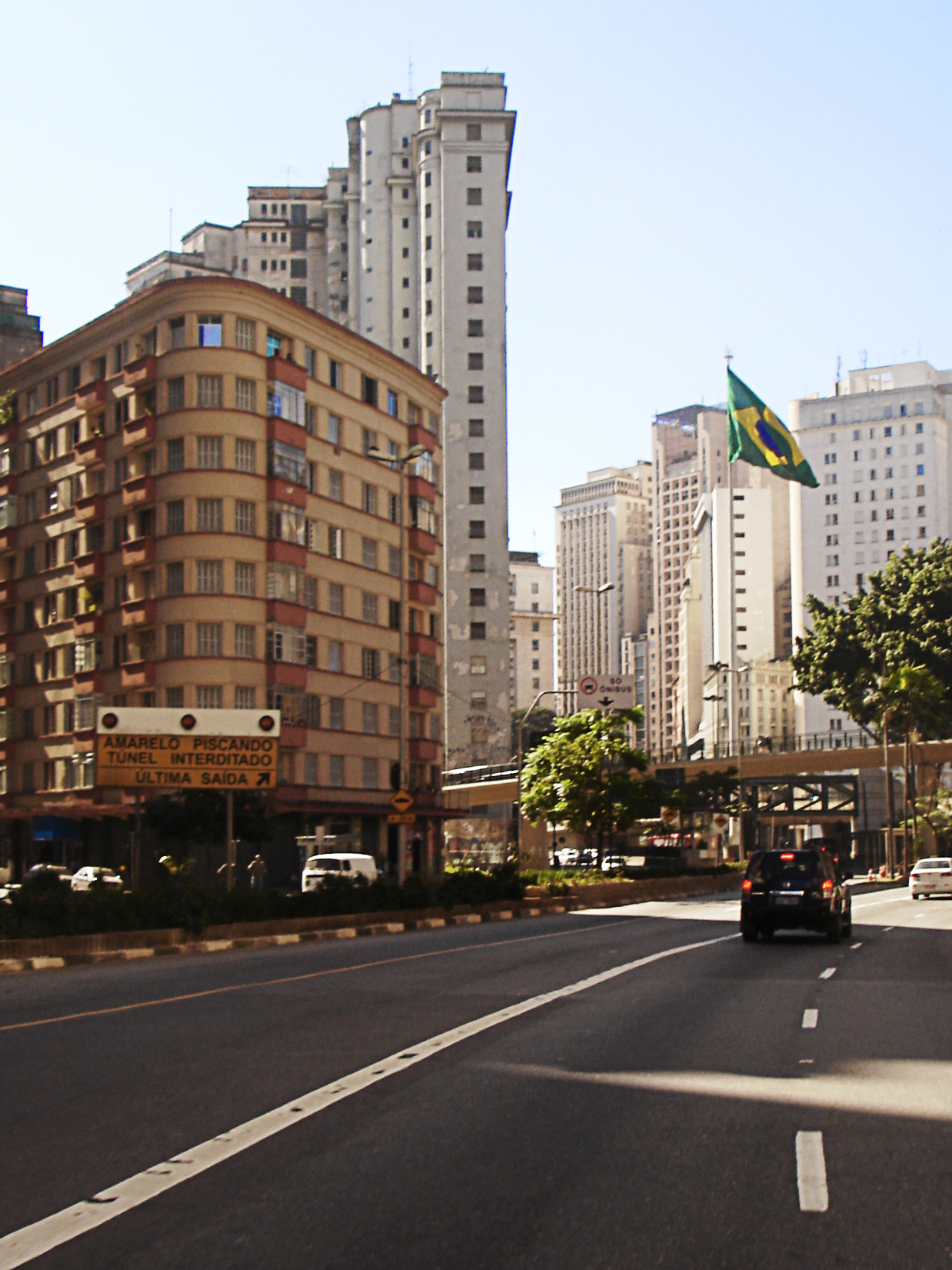
Avenida Nove de Julho: trecho próximo à Praça da Bandeira

A Avenida 9 de Julho ou Avenida Nove de Julho é uma via arterial da São Paulo.
Trata-se de uma importante artéria no sistema viário da capital paulista, principalmente por sua função como eixo radial que liga o centro da cidade a outras regiões, como Sudoeste, Avenida Paulista, Marginal Pinheiros e outras vias no município. A 9 de Julho, que fez parte da modernização de São Paulo e integrou o Plano de Avenidas de Prestes Maia, foi inaugurada em 1941 e é conhecida por ser uma via de fundo de vale, localizada sobre o Rio Saracura e o Córrego Iguatemi.
O nome da avenida remete a uma data relevante na história de São Paulo, 9 de julho de 1932, data do início da Revolução Constitucionalista de 1932, mais tarde feriado estadual instituído pelo governador Mario Covas.
A Avenida Nove de Julho passa a aproximadamente trinta metros abaixo da Avenida Paulista, por meio do Túnel Nove de Julho.

## História

### Construção

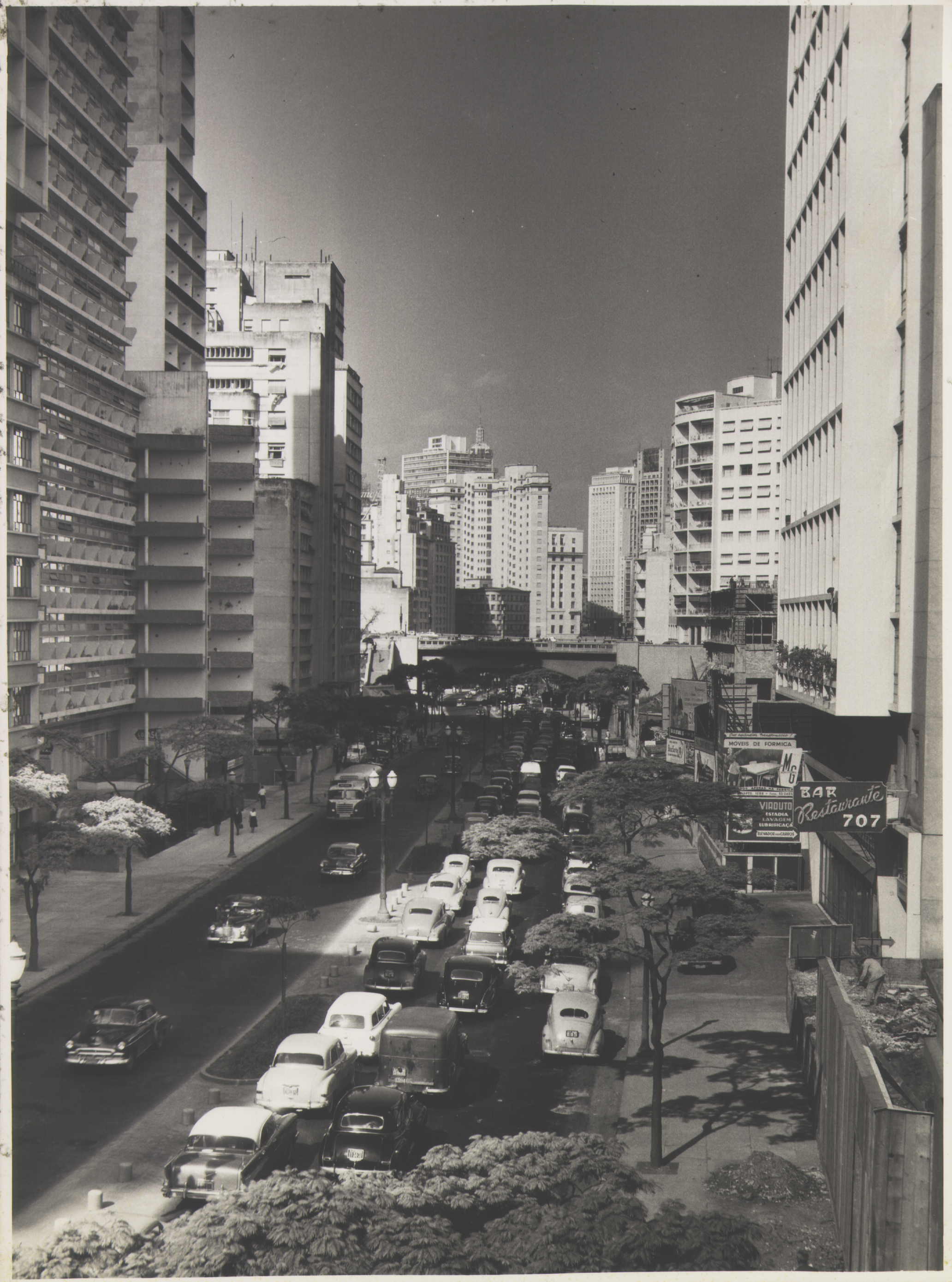
Avenida Nove de Julho, meados do século XX

As obras de construção da Avenida 9 de Julho tiveram início em 1929, sob administração do prefeito José Pires do Rio, mas só foram concluídas doze anos depois, durante a gestão de Prestes Maia. Trata-se da primeira grande via integratória construída fora do centro de São Paulo, na época, ligando o Largo da Memória à Rua Estados Unidos.
O período de maior impulso na construção deu-se durante o mandato de Fábio Prado, prefeito da cidade entre 1934 e 1938. Juntamente com as avenidas Ipiranga e Rebouças, a concretização da 9 de Julho marca o início da implementação do Plano de Avenidas do engenheiro Prestes Maia, que, entre diversos objetivos, pretendia ampliar espaços abertos da região central, abrir avenidas diametrais e marginais na cidade, alargar ruas e construir um anel viário para distribuição do fluxo de veículos.
Foi, por fim, inaugurada em 25 de janeiro de 1941. Suas construções foram regulamentadas ainda no mesmo ano, em 11 de fevereiro, a partir do decreto-lei número 75, que fixou recuos obrigatórios, estabeleceu alturas mínimas e máximas para os edifícios, e determinou outras questões de caráter urbanístico para a região.
Sua construção foi fundamental não apenas para a integração entre centro e bairros, garantindo o escoamento do fluxo urbano, como também integrou um importante processo de valorização de espaços do ponto de vista imobiliário, por meio de uma lógica que se fez presente durante toda a urbanização de São Paulo. Áreas desvalorizadas, como fundos de vale, frequentemente afetados por alagamentos, recebiam infraestrutura e investimento do governo e, a partir de então, passavam a ter seus terrenos rapidamente valorizados, ao lado, por exemplo, de grandes avenidas.

### Uma avenida sob rios
Por se tratar de uma avenida de fundo de vale, construída sobre dois cursos de água, a região apresenta muitos alagamentos até os dias atuais. Sob o trecho da região central da cidade, a 9 de Julho esconde o Rio Saracura, formador do Anhangabaú, afluente do Tamanduateí. O Saracura tem sua nascente atrás de onde atualmente se encontra o hotel Maksoud Plaza, na rua sem saída Garcia Fernandes. Retificado, seu caminho passa por uma galeria pluvial e desemboca no Tamanduateí.
Já na Zona Oeste, a Avenida 9 de Julho passa por cima de trecho do Córrego Iguatemi, afluente do Rio Pinheiros.
Ao todo, a cidade de São Paulo possui mais de trezentos rios escondidos em seu subsolo. Em seu processo de urbanização, a canalização e a transposição de rios passaram a representar, na subjetividade paulistana da época, a vitória humana sobre a natureza, por meio da engenharia, da construção de viadutos e do processo de verticalização.[carece de fontes?] A condição de superação de obstáculos naturais levou lugares como o Vale do Anhangabaú e a Avenida 9 de Julho a se tornarem famosas paisagens fotográficas, frequentemente retratadas por fotógrafos como Werner Haberkorn, artista que documentou, por meio de suas fotografias, o processo de modernização da capital paulista durante as décadas de 1940 e 1950.
Nos cinquenta primeiros dias de 2010, o trecho na região central somou 38 pontos de alagamento, incluindo dez pontos intransitáveis, situação creditada a galerias de escoamento antigas, sem capacidade para receber grande quantidade de água.

### Denominação
O nome da avenida remete à Revolução Constitucionalista de 1932, conflito armado que aconteceu no Estado de São Paulo e tinha como intuito derrubar o governo provisório de Getúlio Vargas, considerado antidemocrático pelos paulistas. Foi em 9 de Julho de 1932 que o movimento eclodiu na capital, colocando as forças paulistas, sob liderança de Isidoro Dias Lopes, contra as tropas do então chefe de Estado. Após três meses de combate, um termo de rendição, que colocou fim à revolução, foi assinado em 1 de outubro de 1932.

### Urbanização e Plano de Avenidas de São Paulo
O Plano de  Avenidas, realizado pelo engenheiro Prestes Maia, foi encomendado por Pires do Rio em 1930, com o objetivo de solucionar o problema do tráfego no centro de São Paulo. Seu ponto de início não começou do zero, mas aproveitou um sistema já apresentado anteriormente por João F. Ulhoa Cintra, o “Perímetro de Irradiação”, que assim era chamado pois objetivava servir como linha de partida das artérias que conduziriam aos bairros. A principal proposta do plano era construir um anel envolvendo a área de congestionamento, com início na Praça de República e envolvendo outras áreas, como Rua dos Timbiras, Avenida Senador Queiroz, Parque D. Pedro II, Rua Tabatinguera, Praça João Mendes, Rua Santo Amaro, Rua 7 de Abril e Avenida São Luís.
O “Sistema Y”, formado pelas avenidas 9 de Julho, Itororó (que depois se tornou 23 de Maio) e Anhangabaú Inferior (hoje, nomeada Prestes Maia), foi efetivado durante o governo de Prestes Maia, que assumiu a prefeitura de São Paulo em maio de 1938, em gestão que duraria até novembro de 1945 e concretizaria a maior reforma urbanística da cidade até então, superando administrações como as de João Teodoro e Antônio Prado. Enquanto as avenidas 9 de Julho e Itororó levavam em direção à Zona Sul, a Anhangabaú Inferior tinha sentido ao bairro da Luz, unindo, assim, a Zona Norte e a Sul.

## Túnel 9 de Julho

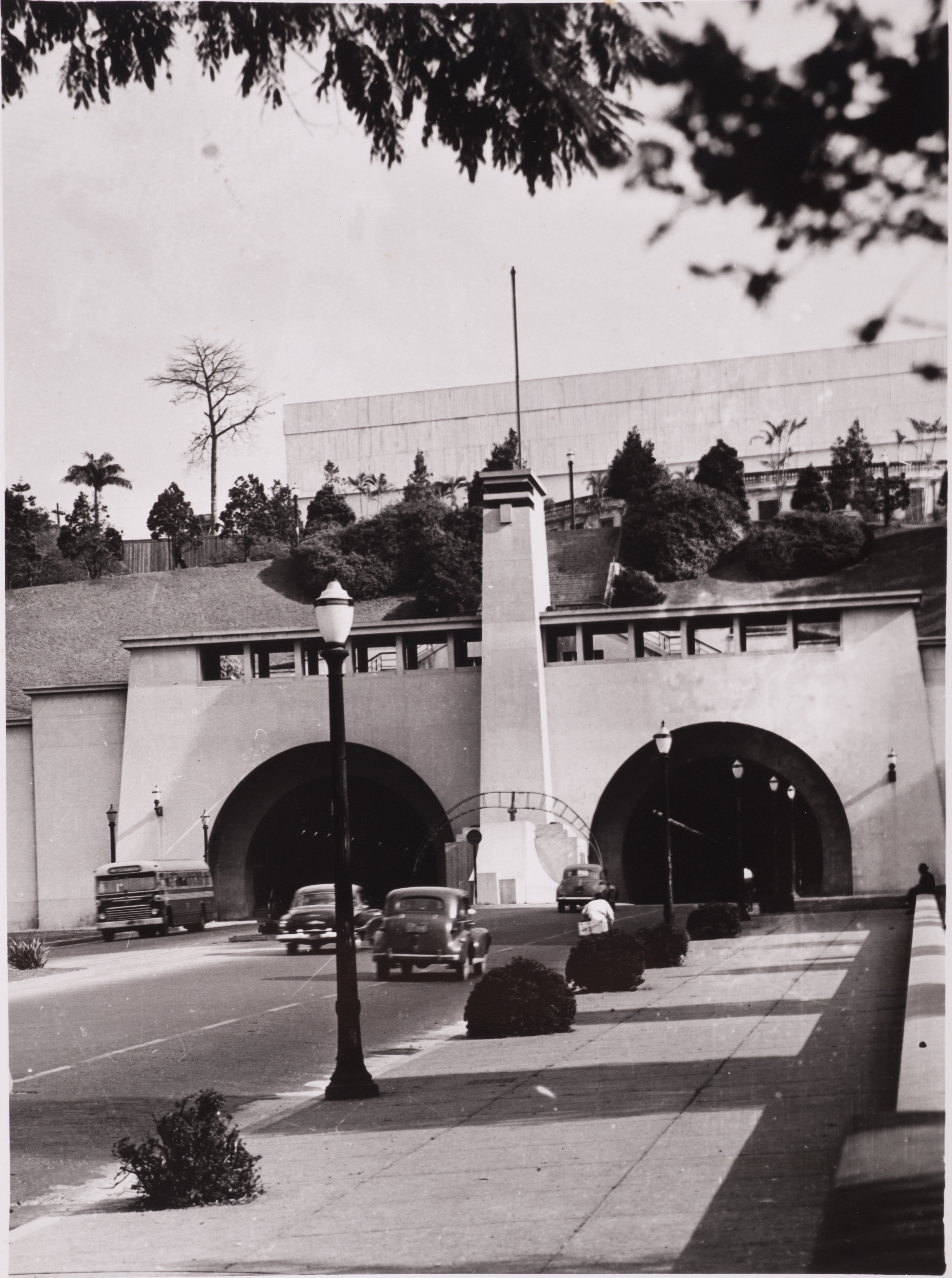
Túnel Nove de Julho, em fotografia do século XX, por Werner Haberkorn

Ao longo de sua extensão, a Avenida 9 de Julho apresenta um trecho subterrâneo de 450 metros, que passa por baixo de pontos como a Avenida Paulista, mais especificamente na altura onde está localizado o MASP e o Parque Tenente Siqueira Campos–Trianon. O túnel foi construído para ligar o centro de São Paulo à Zona Sul, onde ainda prevalecia a presença de grandes casarões, palacetes e construções rurais.
O acesso rápido entre centro e zona sul era sonho consagrado no pensamento paulistano da época, pois o trajeto só era possível para quem subia o espigão da Avenida Paulista, que se apresentava como obstáculo natural atrapalhando o desenvolvimento da Capital para os lados das chácaras do Itaim e Santo Amaro. A passagem subterrânea tornou-se uma alternativa mais eficiente e impactou na urbanização da região, que passou a receber grandes edifícios e maior fluxo de pessoas e veículos.
A obra levou um ano para ser finalizada e custou 17 192 contos de réis. Foi, por fim, inaugurada em 23 de julho de 1938, em cerimônia que reuniu o então presidente da República, Getúlio Vargas, e o prefeito da cidade e engenheiro do plano, Prestes Maia. Atualmente, continua sendo considerada um grande marco na história urbanística da cidade de São Paulo.[carece de fontes?]
Em 2001, durante o mandato da prefeita Marta Suplicy, o Túnel 9 de Julho foi rebatizada como Daher E. Cutait. O nome, no entanto, não teve adesão popular e permanece apenas grafado entre parênteses nas placas de trânsito.

### Mirante 9 de Julho
Quando inaugurado, em 1938, o Túnel 9 de Julho possuía um mirante, que permaneceu abandonado por 76 anos, até que, em 2015, por meio de uma parceria público-privada entre a prefeitura de São Paulo e o Grupo Vegas, o espaço foi revitalizado, transformando-se em uma área multicultural, com restaurante, café e eventos, como shows, feiras independentes, exibições ao ar livre, aulas e oficinas.
O local é aberto ao público, com entrada gratuita, e tornou-se um ponto turístico da cidade, pois proporciona aos visitantes uma bela vista da capital. Um dos projetos que acontecem no espaço recebe o nome de "18h30" e consiste de atrações musicais gratuitas que se apresentam de terça a domingo, a partir das 18h30, na escadaria do Mirante.

## Viaduto 9 de Julho
Entre 1940 e 1950, foram construídos viadutos do Perímetro de Irradiação, de Prestes Maia, como Dona Paulina, 9 de Julho e Jacareí. O Viaduto 9 de Julho cruza a Avenida de mesmo nome em trecho próximo à Praça da Bandeira. Ao longo de sua extensão, ele possui 220 metros, sendo o maior dentre os três citados.

## Arquitetura

### Masp

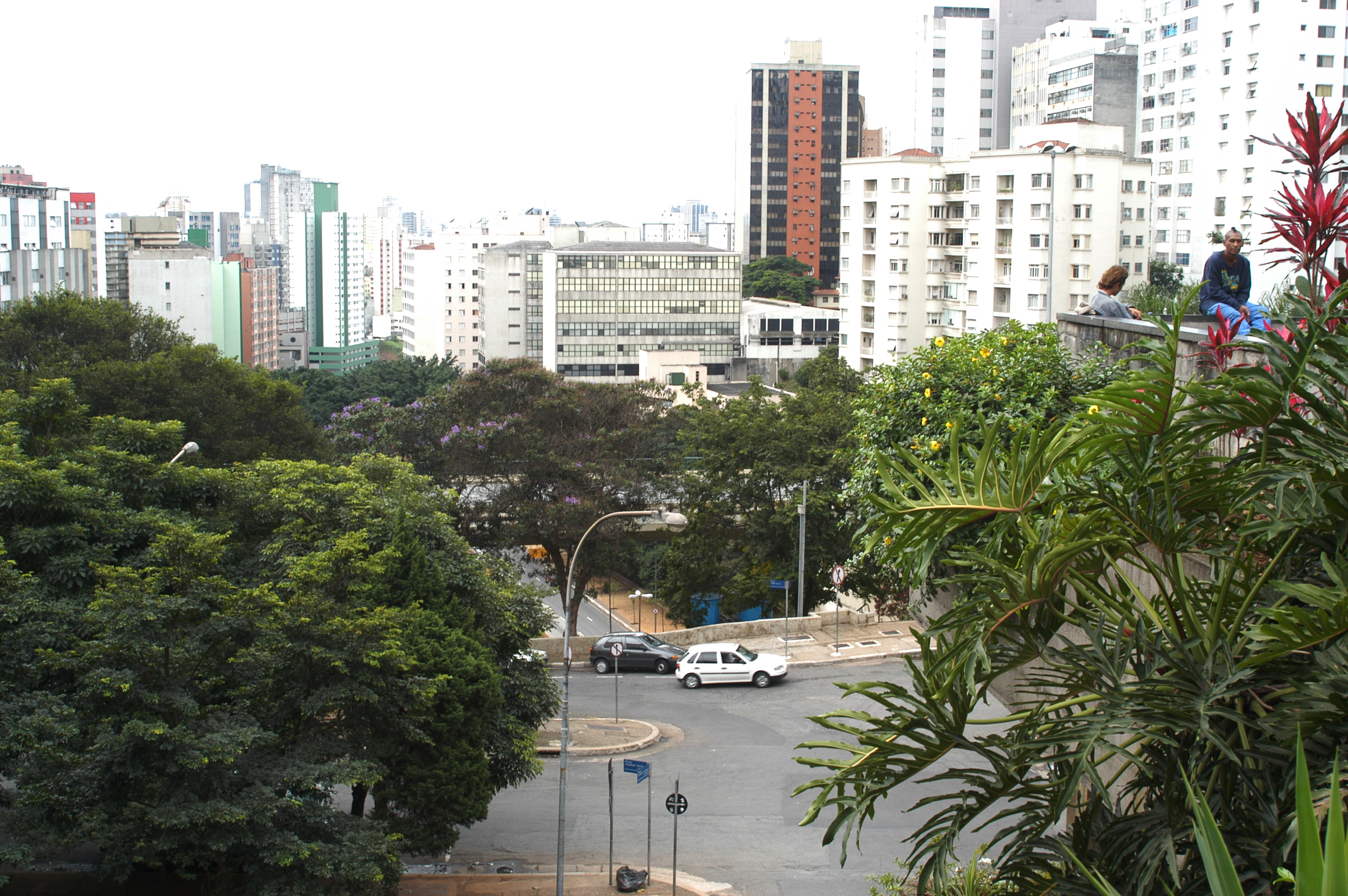
Vista de trás do MASP

Quando a prefeitura de São Paulo doou o terreno na Avenida Paulista para a construção do Museu de Arte de São Paulo Assis Chateaubriand, foi imposta a condição de que não fosse construído nenhum prédio que tapasse a vista para o centro da cidade, possibilitada através da Avenida Nove de Julho. Por isso, a arquiteta Lina Bo Bardi construiu o museu sobre um grande vão livre, que se tornaria uma referência de arquitetura por se tratar, na época, do maior vão livre do mundo. O endereço na Avenida Paulista foi inaugurado em 7 de novembro de 1968, e o vão continua sendo usado para manifestações, feiras livres, exibições de filmes, flashmobs e apresentações de artistas de rua.

### Residência Castor Delgado Perez
Desenhada por Rino Levi, a residência, localizada na Avenida Nove de Julho, é um clássico da arquitetura moderna de São Paulo. Luiz Carvalho Franco e Roberto Cerqueira César são co-autores do projeto, que foi idealizado em 1958 e concluído em 1959.

### Casarões antigos
A Avenida 9 de Julho possui muitos casarões antigos, erguidos entre as décadas de 1930 e 1940. Enquanto muitos seguem abandonados, alguns, como o que leva o número 4 180, foram revitalizados e apresentam atualmente boas condições. Um exemplo de edifício antigo, que ainda hoje preserva um grande legado, é a antiga sede do Colégio Sacré-Coeur de Marie, instituição fundada em 1938 que, durante 47 anos, ofereceu os cursos primário, ginasial e secundário em regimes de externato, internato e semi-internato. Atualmente, o casarão abriga a unidade paulistana da Escola Concept, com linha de ensino bilíngue.

### Outros locais, eventos e prédios históricos da Avenida 9 de Julho
As obras que iniciaram a avenida, sua urbanização e decadência sempre foram assuntos rodeados de polêmicas nas administrações municipais. Por ser um marco da cidade, toda e qualquer ação na região causa um grande impacto. Desde sua construção, esta via perpassa toda a história da cidade e traz muitos acontecimentos, relatos, instituições, segredos e até crimes:

#### Praça 14 Bis
A praça já foi um bebedouro para os cavalos de carroceiros que faziam compras no Mercado Central. Na época, a avenida era repleta de mato. Hoje, a 14 Bis é basicamente uma saída dos pontos de ônibus da Estação Vai-Vai, que compõe o corredor da Avenida Nove de Julho, cercada por uma rotatória da própria avenida. Próximo a praça, futuramente estará localizada a Estação 14 Bis–Saracura da Linha 6–Laranja do Metrô.

#### Praça da Bandeira
No século XIX a Praça da Bandeira era um local onde aconteciam leilões de escravos. A praça é uma junção do Largo do Bixiga com o Largo do Piques, aonde chegavam grandes carregamentos na cidade, como o de açúcar, por exemplo.

#### Obra de arte no Edifício Brasilar
Uma pintura com influências cubistas foi encontrada no Edifício Brasilar, construído em 1973. Devido a uma série de inundações que acometeram o local, não foi possível identificar seu criador. Suspeita-se de que tenha sido alguém de renome. A obra já foi avaliada e considerada com valor artístico.

#### Edifício Praça da Bandeira/Edifício Joelma
Em 1974 um incêndio tomou conta do Edifício Joelma. O incidente marcou a população paulistana. Ao todo, 189 pessoas morreram e aproximadamente trezentas ficaram feridas. Após alguns anos de reforma, foi reinaugurado sob o nome de Edifício Praça da Bandeira.

#### Hotel Claridge/Cambridge
Hoje desapropriado pela Prefeitura, já foi um dos maiores da cidade. Seu funcionamento já abrigou balada, bar e a rotina de um dos mais badalados lugares para se hospedar na década de 1950, mas hoje está ocupado pela Frente de Luta por Moradia. Também foi inspiração para longa-metragem.

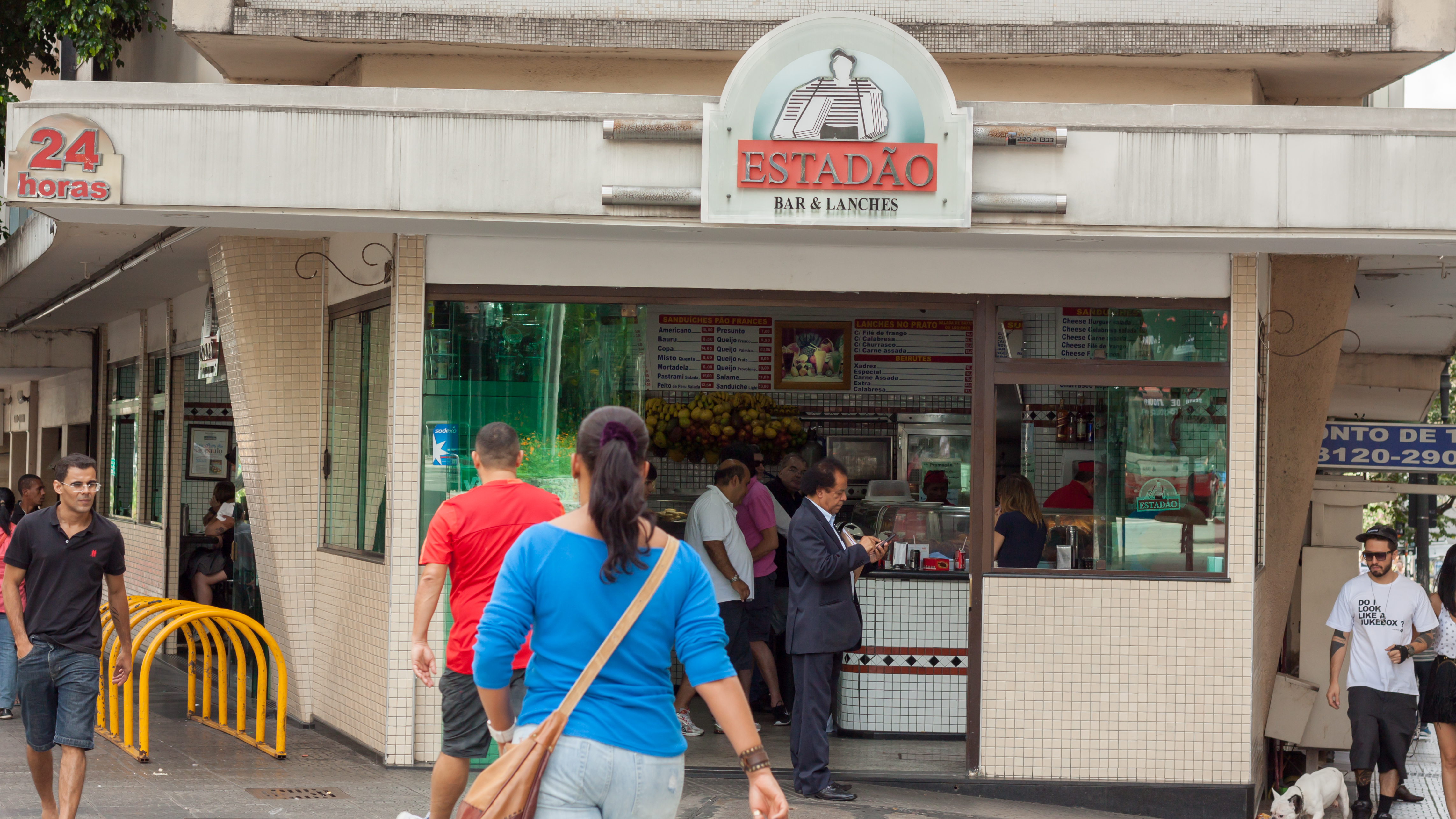
Bar e Lanches Estadão

#### Condomínio Edifício Barão de Ramalho
Inaugurado em 1940, no auge da Avenida 9 de Julho, foi cena de um crime no fim dos anos 1980. Um dos casos de assassinato do Maníaco do Trianon aconteceu num dos apartamentos.

#### Estadão Lanches
A Lanchonete Estadão fica localizada na esquina do Viaduto Nove de Julho com a Rua Major Quedinho. O lugar, que fica aberto 24 horas por dia, é uma referência para o turismo e a culinária da capital paulista, principalmente por seu prato principal: o sanduíche de pernil, que dá ao estabelecimento muitos prêmios de gastronomia. Segundo o site oficial da lanchonete, mais de trinta peças de pernil são consumidas por dia, sendo que cada uma pesa entre sete e oito quilos. Inaugurada em 5 de dezembro de 1968, por portugueses, a lanchonete foi comprada pelos atuais proprietários em 1974.